# 厳木多久道路

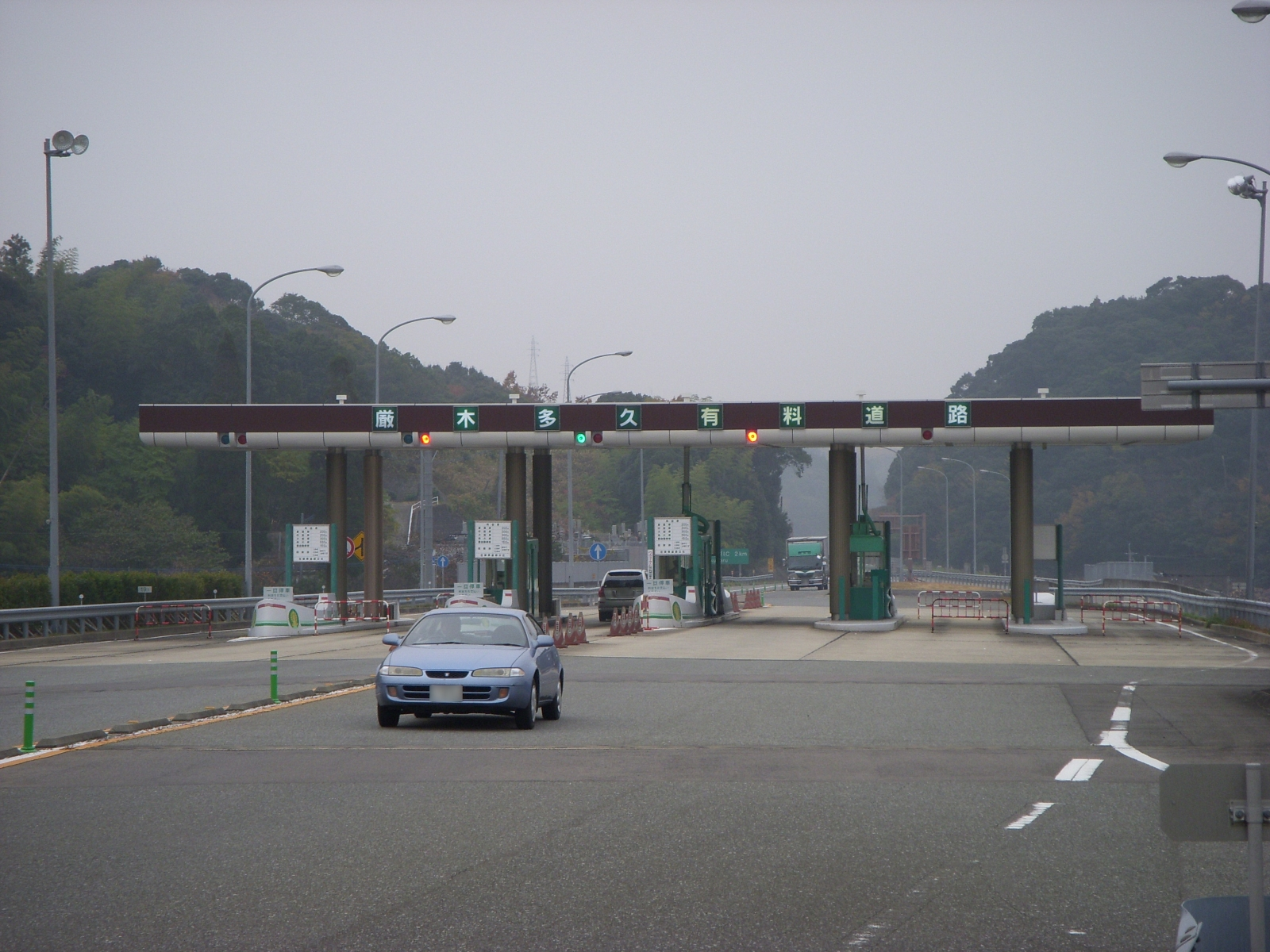
厳木多久道路・本線料金所（佐賀県多久市）

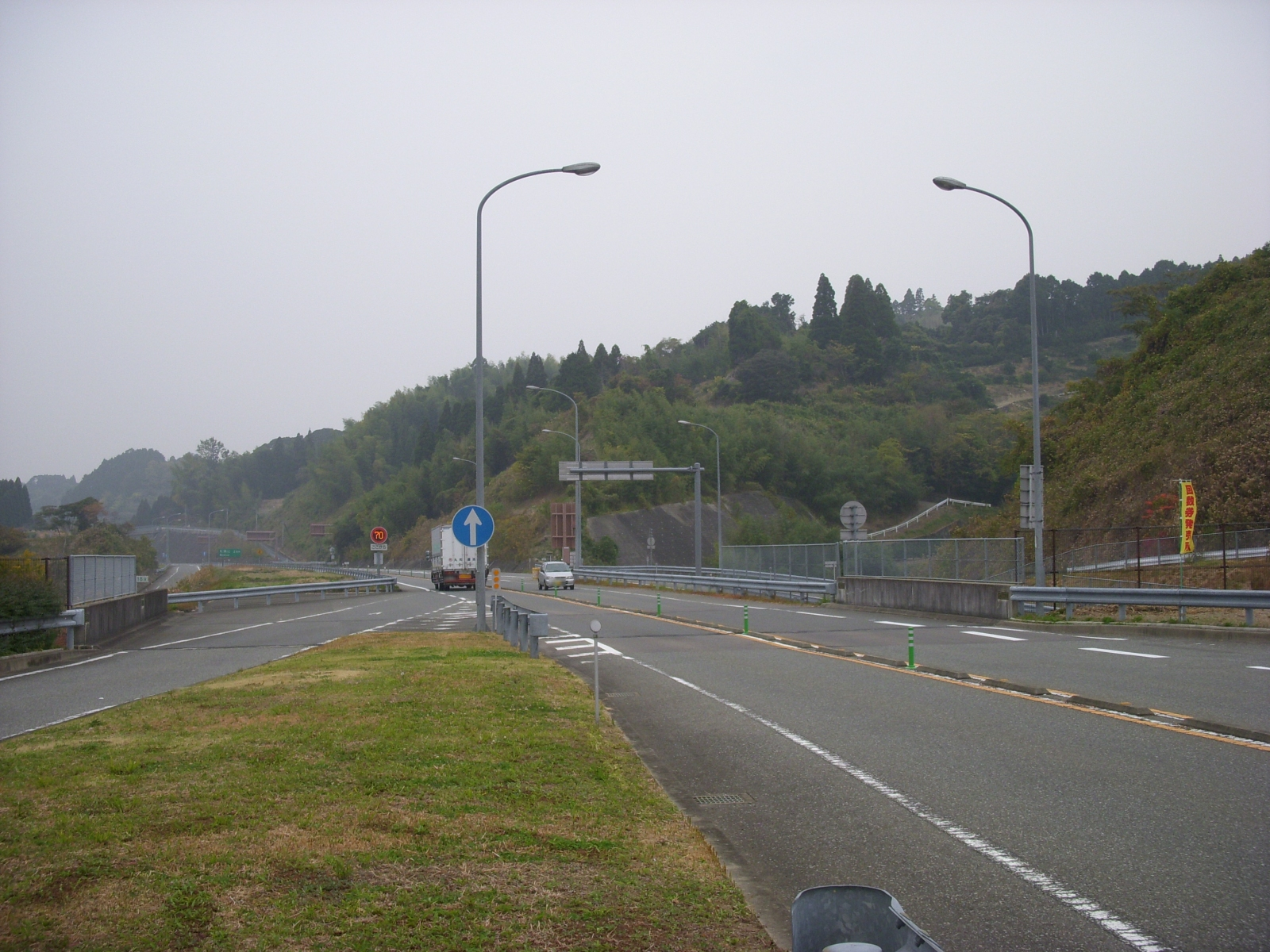
唐津方面を見渡す本線

厳木多久道路（きゅうらぎたくどうろ、厳木多久有料道路）は、佐賀県唐津市厳木町から同県多久市に至る全線3.6キロメートル (km) の地域高規格道路である。愛称は「ひまわりロード」。
佐賀唐津道路の一部であり、全線が自動車専用道路として供用されている。制限速度は70キロメートル毎時 (km/h) である。佐賀県道路公社が管理している。国道203号の一部であり、交通の難所であった笹原峠を回避できるようになった。

## 概要

### 路線データ
- 起点：佐賀県唐津市厳木町中島
- 終点：佐賀県多久市北多久町大字多久原
- 全長：3.6 km
- 規格：第1種第3級
- 道路幅員：10.5 m
- 車線数：暫定2車線
- 車線幅員：3.5 m
- 設計速度：80 km/h

## インターチェンジなど
- 英略字は以下の項目を示す。
IC : インターチェンジ、TB : 本線料金所、PA : パーキングエリア

| IC 番号                                            | 施設名       | 接続路線名          | 起点から （km） | 備考 | 所在地               |
| -------------------------------------------------- | ------------ | ------------------- | --------------- | ---- | -------------------- |
| 厳木バイパスに接続                                 |              |                     |                 |      |                      |
|                                                    |              | -                   | 0.0             |      | 唐津市厳木町中島     |
|                                                    | 小侍IC/TB/PA | 県道338号岸川莇原線 | 1.9             |      | 多久市北多久町小侍   |
|                                                    | 多久原IC     | 国道203号           | 4.7             |      | 多久市北多久町多久原 |
| 国道203号 東多久バイパスに接続（当面現道活用区間） |              |                     |                 |      |                      |

## 主な接続道路
- 厳木バイパス（牧瀬IC）
- 長崎自動車道（多久IC - 東多久バイパス：経由）